# Alessandro Casali
Alessandro Casali (Piacenza, 5 ottobre 1894 – Volkovniak, 26 ottobre 1917) è stato un militare italiano, insignito della medaglia d'oro al valor militare alla memoria nel corso della prima guerra mondiale.

## Biografia
Nacque a Piacenza il 5 ottobre 1894, in una delle più importanti famiglie piacentine, i Marchesi Monticelli d'Ongina, figlio di Vittorio e della contessa Maria Dolores Marazzani Visconti.
Nel maggio 1915, con l'entrata in guerra dell'Italia lasciò il Politecnico di Torino dove studiava per arruolarsi volontario nel Regio Esercito. Dopo aver frequentato il corso Allievi Ufficiali di complemento, fu assegnato con il grado di sottotenente, al 92º Reggimento di fanteria della Brigata "Basilicata", con la quale combatté sul Col di Lana, fronte dolomitico. Trasferito all’82º Reggimento della Brigata "Torino", inquadrata nella 31ª Divisione, passò nella zona carsica, meritandosi un encomio solenne e la promozione da tenente a capitano per merito di guerra. Il 26 ottobre 1917 il suo Battaglione subì un forte attacco sulle pendici del Volkovniak. Colpito due volte, nonostante le ferite, assunse il comando dei sopraggiunti rinforzi, appartenenti all'81º Reggimento fanteria, ma rimase ferito mortalmente nel tentativo di riconquistare le posizioni perdute. In sua memoria fu decretata la concessione della Medaglia d'oro al valor militare. Una piazza di Piacenza porta il suo nome.

### Annotazioni
1. ↑  La coppia ebbe altri quattro figli, Giustina, Alfonso, Angiola e Stefano.
2. ↑  Che dal 28 aprile 1915 al 5 giugno 1916 fu al comando del maggiore generale Carlo Castellazzi.
3. ↑  Appartenente all'XI Corpo d'armata del generale Carlo Petitti di Roreto.

### Fonti
1. 1 2 3 4  Filippo Lombardi, Piacentini in grigioverde, Marvia Editrice, Voghera, 2014.
2. ↑  Cavaciocchi, Ungari 2014, p. 206.
3. ↑  Cavaciocchi, Ungari 2014, p. 235.
4. 1 2  http://www.quirinale.it/elementi/DettaglioOnorificenze.aspx?decorato=12553
5. ↑  Bollettino Ufficiale 1918, disp.51.